# Ovatipsa
Ovatipsa là một chi ốc biển, là động vật thân mềm chân bụng sống ở biển trong họ Cypraeidae, họ ốc sứ

## Các loài
Các loài thuộc chi Ovatipsa bao gồm:
- Ovatipsa chinensis (Gmelin, 1791)
- Ovatipsa coloba (Melvill, 1888)